# Rhodesinella
Rhodesinella es un género de foraminífero bentónico de la subfamilia Haplophragmellinae, de la familia Endothyridae, de la superfamilia Endothyroidea, del suborden Fusulinina y del orden Fusulinida. Su especie tipo es Cribrospira pansa. Su rango cronoestratigráfico abarca el Viseense inferior (Carbonífero inferior).

## Discusión
Clasificaciones más recientes incluyen Rhodesinella en el suborden Endothyrina, del orden Endothyrida, de la subclase Fusulinana de la clase Fusulinata.

## Clasificación
Rhodesinella incluye a la siguiente especie:
- Rhodesinella pansa †